# Renault Arkana
El Renault Arkana es vehículo deportivo utilitario del segmento B producido por el fabricante francés Renault. Es un cinco plazas con motor delantero transversal, que se ofrece con tracción delantera y a las cuatro ruedas. Su carrocería es de cinco puertas, con una silueta similar a cupés fastback. Entre sus rivales se encuentran los Citroën C3 Aircross, Ford Ecosport, Honda HR-V, Kia Sportage, Mazda CX-5, Hyundai Tucson, Nissan X-Trail, Opel Grandland X, Peugeot 2008, Toyota Yaris Cross y Volkswagen T-Cross. 
El Arkana se fabrica con dos plataformas distintas. Una de ellas es la CMF-B, compartida con el Renault Clio y el Renault Captur del mercado europeo, que se ensambla en Corea del Sur. La otra es la B0+, plataforma B0 de Renault-Nissan usada por el Renault Captur y Duster del mercado ruso, que se ensambla por Renault Rusia en su planta de Moscú. El modelo se presentó al público en el Salon del Automóvil de Moscú de 2018 a través de un prototipo casi definitivo y próximo a la producción.
El Arkana es fruto de la colaboración entre Renault y Samsung Motors que dio lugar a la corporación Renault Samsung Motors. Se fabrica en la factoría que Renault Samsung Motors tiene en Busan (Corea del Sur) y es comercializado por Renault para el mercado Europeo como Renault Arkana y por Samsung para el mercado asiático como Samsung XM3.

## Nombre
Renault dijo que el nombre viene de arcanum,  que en latín significa secreto.